# ピエール・ルグラン
ピエール＝エミール・ルグラン（Pierre-Émile Legrain, 1889年 - 1929年）は、フランスの製本・家具デザイナー。職人教育を受けた後、20世紀初頭パリ・アールデコの動向を受けて学術的芸術やモダンアートと手工業生産において職人からデザイン分野に移行して活躍した人物で、好奇心からこうした変革を享受し、材料や他文化から技術を吸収、応用して多くの優れた作品を残す。

## 概要
もともと手がけていた家具は、フランスのファッション業界やデザイナーから受注し、そうした業界向けに制作していた。その他に約1,200もの本の装幀デザインを手がけていた製本家でもある。これらのデザインでは、幾何学的なフォームを精巧な技法で構成し、希少で高価な素材からテクスチャ、表面の巧みな組み合わせにより全て丁寧なデザインが施されている。ルグランはまた家具デザインでは象牙、金箔、真珠、銀メッキガラスなど希少で高価な素材や段ボールなどを使用し、その素材の可能性を追求した。
1909年には、ポール・イリベによる季刊誌の「ル・テムアン」の図版を作成した。
家具デザイナーとしては、ルグラン自身はアフリカの文化美術をベースにした作品で著名となる。当時からフランスは植民地貿易で、様々なパリの美術館やディーラーらが西アフリカからコレクションを収集していたこともあり、ルグランはアフリカの工芸品やピカソやブラックなどの芸術家のアフリカ的な作品を収集していた顧客からそうした家具制作を依頼され、制作していた。ピカソの魅力などとは違ったアフリカの作品の持つ魅力を、ルグランが目指す表現力をもって、フランス風になるように、アフリカ式の家具を求めていた。こうした家具がアールデコ運動の集大成である1925年6月のパリ万国博覧会に展示され知られるようになる。
さらには、極東の国の芸術が最も近代的なキュビズムと結びつくといったテーゼを打ち出し、内装デザインに漆塗皮革と中国鮫肌ガルーシャの構成効果がもたらす壮麗さに関する慎重な探究を進める。こうして素材に束縛されない工芸的感性に加えて、折衷的趣向を凝らしてガラスケースに映りこむピアノや自動車、煙草入れ、カメラや衣服、舞台セットなどのデザインに進出する。こうした素材や形態の用い方は過剰すぎるという批判もあったが、装丁デザインは圧倒的な支持を受けていて、よく模倣されている。
1925年のパリ万国博覧会にはその他にラ・セル・セントグラウドにつくられたタシャール夫妻のための庭園改修の一部平面図を出展し、シルバーメダルを獲得している。このプロジェクトでは敷地の造成や家のドアノブデザインにいたるまで担当している。庭園はキュビズム絵画の原理を新たな形態と空間を生み出す可能性として理解し、面と幾何学形態のバランスをとって、対称形を避けて構成している。庭園の側道に刈り込まれたチェスナットの並木が、のこぎり型の基部と対を成して並んでいる。こうしたのこぎりジグザグ型は、トーマス・チャーチやガレット・エクボなど幾人かの庭園デザイナーにもひとつのモチーフとして応用されていく。